# Vaux-lès-Palameix
Vaux-lès-Palameix é uma comuna francesa na região administrativa de Grande Leste, no departamento de Meuse. Estende-se por uma área de 10,52 km². Em 2010 a comuna tinha 59 habitantes (densidade: 5,6 hab./km²).